# Asse (Genfersee)
Die Asse ist ein rund 11 km langer Zufluss des Genfersees im Schweizer Kanton Waadt. Sie entwässert ein Gebiet von 23,79 km².

## Verlauf
Die Quellbäche der Asse entspringen am Osthang des La Dôle oberhalb von Bonmont auf dem Gebiet der Gemeinde Chéserex nahe der Grenze zu Frankreich. Nachdem sich die Quellbäche bei Bonmont vereint haben, fliesst die Asse in östliche Richtung und bildet für ein Stück die Grenze zwischen Chéserex und Gingins. Sie verlässt Gingins wieder und durchfliesst nun das nordöstliche Gemeindegebiet von Grens. Nur wenig später tritt sie auf Nyoner Gebiet über. Hier schlägt sie nun einen südwestlichen Kurs ein und mündet nach 11,4 Kilometer in den Genfersee. Auf ihrem Weg wird sie meistens von einem schmalen Waldsaum begleitet.